# Elecciones generales de Guatemala de 1957
Las elecciones generales de Guatemala de 1957 se llevaron a cabo el 20 de octubre de 1957 en Guatemala, y fueron ganadas por Miguel Ortiz Passarelli. Sin embargo, tras las protestas contra fraude electoral, los resultados de las elecciones fueron anulados el 23 de octubre de 1957.

## Resultados

### Elecciones presidenciales
| Candidato                | Partido(s)                        | Votos   | %     |
| ------------------------ | --------------------------------- | ------- | ----- |
| Miguel Ortiz Passarelli  | MDN-PUA-PL-PLAG                   | 241.335 | 51,64 |
| Miguel Ydígoras Fuentes  | PRDN-PLA-PIACO                    | 173.365 | 37,10 |
| Miguel Asturias Quiñónes | Democracia Cristiana Guatemalteca | 52.600  | 11,26 |
| Votos inválidos/blancos  | Votos inválidos/blancos           |         | -     |
| Total                    | Total                             | 467.300 | 100   |
| Fuente: Nohlen           |                                   |         |       |